# Aleksy Antkiewicz
Aleksy Antkiewicz   (Nowe Miasto Lubawskie, 12 de novembre de 1923 - Gdańsk, 3 d'abril de 2005) va ser un boxejador polonès que va competir durant les dècades de 1940 i 1950.
El 1948 va prendre part en els Jocs Olímpics d'Estiu de Londres, on guanyà la medalla de bronze de la categoria del pes ploma del programa de boxa. En semifinals va perdre contra el posterior vencedor de la medalla d'or, l'italià Ernesto Formenti. Quatre anys més tard, als Jocs de Hèlsinki, guanyà la medalla de plata en la categoria del pes lleuger, en perdre la final contra l'italià Aureliano Bolognesi. Va ser cinc vegades campió de Polònia: en pes ploma el 1947, 1948, 1949 i 1950, i en pes lleuger el 1951. Durant la seva carrera va disputar 250 combats, amb un balanç de 215 victòries, 8 empats i 27 derrotes.